# Béchy
Béchy är en kommun i departementet Moselle i regionen Grand Est (tidigare regionen Lorraine) i nordöstra Frankrike. Kommunen ligger i kantonen Pange som tillhör arrondissementet Metz-Campagne. År 2022 hade Béchy 614 invånare.

## Befolkningsutveckling
Antalet invånare i kommunen Béchy
| Referens: INSEE |